# Elisabetta Perroneová
Elisabetta Perroneová (* 9. července 1968, Camburzano, Itálie) je italská chodkyně. Získala na mezinárodních atletických soutěžích šest medailí na individuální úrovni. Zúčastnila se čtyř ročníků letních olympijských her (1992, 1996, 2000, 2004).